# László Halmos

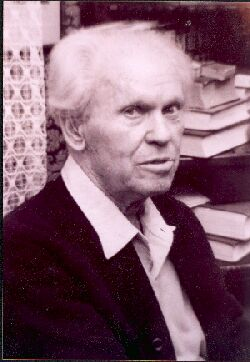
László Halmos (1909–1997)

László Halmos (* 10. November 1909 in Nagyvárad; † 26. Januar 1997 in Győr) war ein ungarischer Komponist und Chorleiter. Er gehört zu den wichtigsten Kirchenmusikern Ungarns.
Halmos dozierte als Professor am Theologischen Kolleg und am Staatskonservatorium in Győr, wo er seit Erlangung seines Diploms arbeitete und lebte. Zudem war er als Chordirektor an der Kathedrale von Győr tätig. Er schrieb mehrere hundert Werke, darunter Chorstücke, Lieder, Kammermusik, Oratorien, Kantaten, Messen sowie Orgel- und Orchesterwerke.